# Comuna Brønderslev
Brønderslev (Brønderslev Kommune) este o comună din regiunea Nordjylland, Danemarca, cu o suprafață totală de 633,38 km² și o populație de 35.754 de locuitori (2012).